# Иннокентий (Вениаминов)
Митрополи́т Инноке́нтий (в миру Ива́н Евсе́евич Попо́в-Вениами́нов; 26 августа 1797, село Анга (Ангинское), Верхоленский уезд, Иркутская губерния — 31 марта (12 апреля) 1879, Москва) — епископ Православной Российской церкви; с 5 января 1868 года митрополит Московский и Коломенский.
Первый православный епископ Камчатки, Якутии, Приамурья и Северной Америки, сподвижник генерал-губернатора Восточной Сибири графа Николая Муравьёва-Амурского в освоении Дальнего Востока и просвещении его коренных народов. Наряду с последним считается основателем Благовещенска.
В октябре 1977 года был прославлен в лике святых Русской православной церковью и Православной церковью в Америке в лике святителей как апостол Сибири и Америки. В 1994 году был прославлен в лике святых Русской православной церковью заграницей.
Дни памяти:
- 31 марта (13 апреля);
- Третья Неделя по Пятидесятнице — Собор Санкт-Петербургских святых;
- 6 (19) июля — Собор Радонежских святых;
- 10 (23) июня — Собор Сибирских святых;
- 23 сентября (6 октября) — прославление;
- 5 (18) октября — Собор Московских святителей.

## Биография
Родился 26 августа 1797 года в селе Ангинском Иркутской епархии в семье пономаря Евсевия Попова и был наречён в крещении Иоанном. В 1803 году его отец скончался и мать осталась с четырьмя детьми на руках. Чтобы помочь бедствующей семье, Ивана взял к себе брат его отца, диакон Димитрий Попов, взявшись учить его грамоте по Часослову и Псалтири. Уже в семь лет мальчик читал в храме «Апостол». Мать пыталась устроить сына на место отца пономарём, чтобы помочь себе и оставшимся детям, но её попытки оказались напрасны.

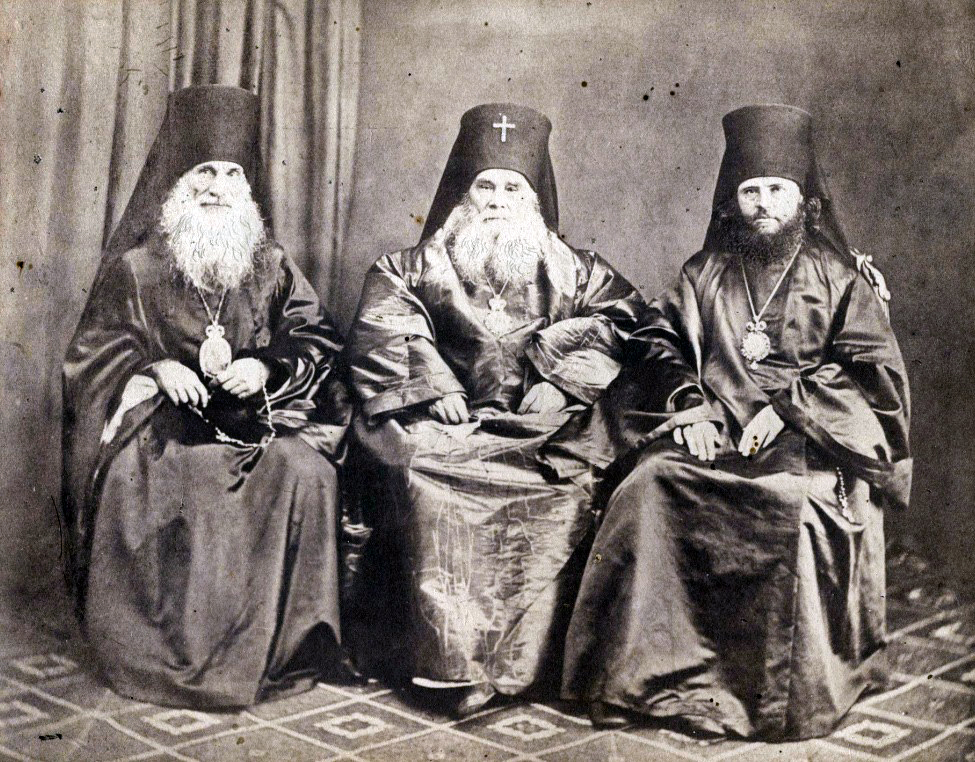
Архиепископ Иркутский Парфений (Попов), митрополит Московский и Коломенский Иннокентий (Вениаминов) и епископ Камчатский и Алеутский Вениамин (Благонравов)

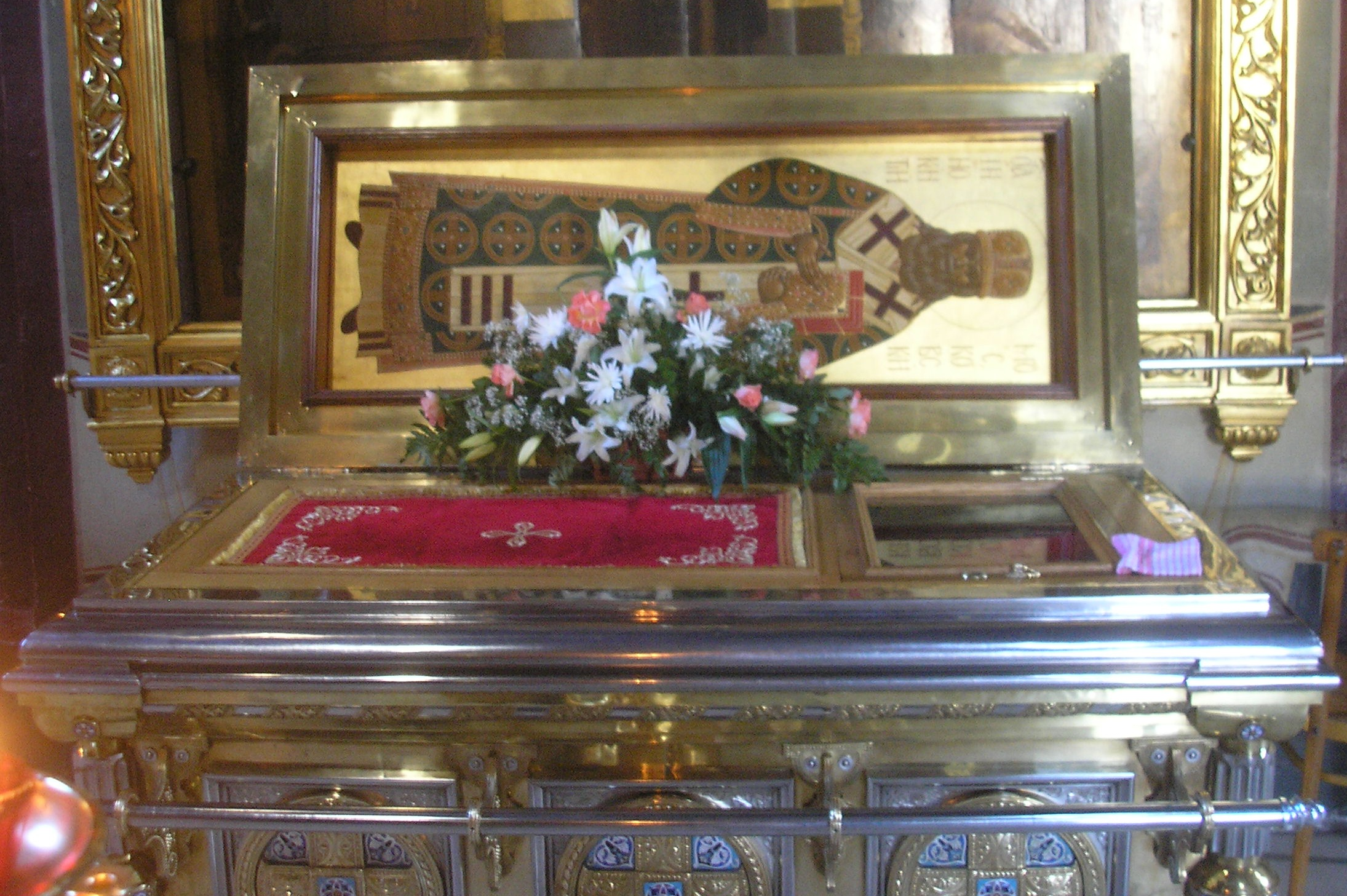
Мощи святителя Иннокентия Аляскинского в Успенском соборе в Троице-Сергиевой лавре

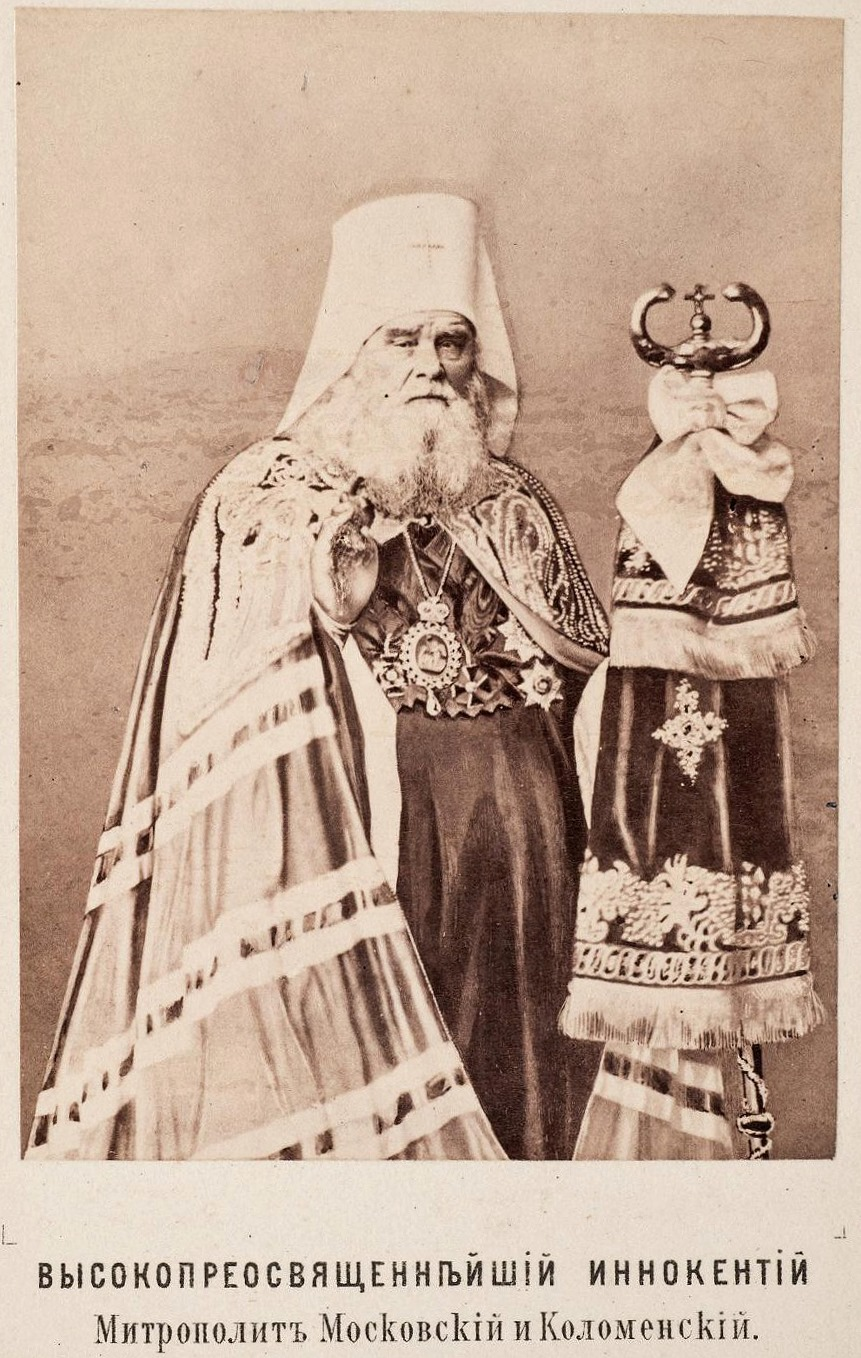
Митрополит Иннокентий (Попов-Вениаминов) в 1870-е гг.

В 1806 году девятилетний Иван Попов был определён в Иркутскую духовную семинарию. В семинарии в то время учились не менее семи воспитанников с такими же именем и фамилией, поэтому ректор решил переменить фамилии некоторым из учеников. В 1814 году Иван получил фамилию Вениаминов, в честь недавно скончавшегося епископа Иркутского Вениамина (Багрянского).
В 1817 году Иван Вениаминов вступил в брак, а 13 мая того же года был рукоположён во диакона к Градо-Иркутской Благовещенской церкви. В июне 1818-го пришло распоряжение прислать из Иркутской семинарии двух учеников для обучения в Московской духовной академии, но Иван, как женатый человек, к тому же диакон, не мог быть послан в академию. Поэтому по окончании семинарии он был определён учителем в приходское училище.
18 мая 1821 года был рукоположён во пресвитера.
По благословению епископа Иркутского и Нерчинского Михаила (Бурдукова) 29 июля 1824 года был назначен миссионером (7 мая отправился в путь, прибыл на место 29 июля) в Америку. Вскоре со своим семейством прибыл на остров Уналашка в Русской Америке, где пробыл пятнадцать лет. Просвещал обитателей Камчатки, Алеутских островов, Северной Америки, крестил тысячи людей, строил храмы, при которых основывал школы и сам обучал в них детей. Массово проводил прививание оспы, что позволило остановить эпидемии этой болезни у просвещаемых им народов.
В 1826 году создал алфавит для алеутского языка.
22 августа 1834 года был переведён в Новоархангельский порт на остров Ситху для просвещения колошей.
8 ноября 1838 года отправился в Санкт-Петербург по вопросу о расширении миссионерского дела на Алеутских островах, об образовании Камчатской епархии и за разрешением печатать свои переводы священных книг на инородческие языки.
25 декабря 1839 года в Санкт-Петербурге был возведён в сан протоиерея.
29 ноября 1840 года, по смерти супруги, митрополитом Московским Филаретом (Дроздовым) был пострижен в монашество с именем Иннокентий, в честь святителя Иннокентия Иркутского; и 30 ноября возведён в сан архимандрита. 15 декабря 1840 года был хиротонисан во епископа Камчатского, Курильского и Алеутского.
В 1840 году были напечатаны «Записки об островах Уналашкинского отдела», результат 16-летних наблюдений Иннокентия на Аляске.

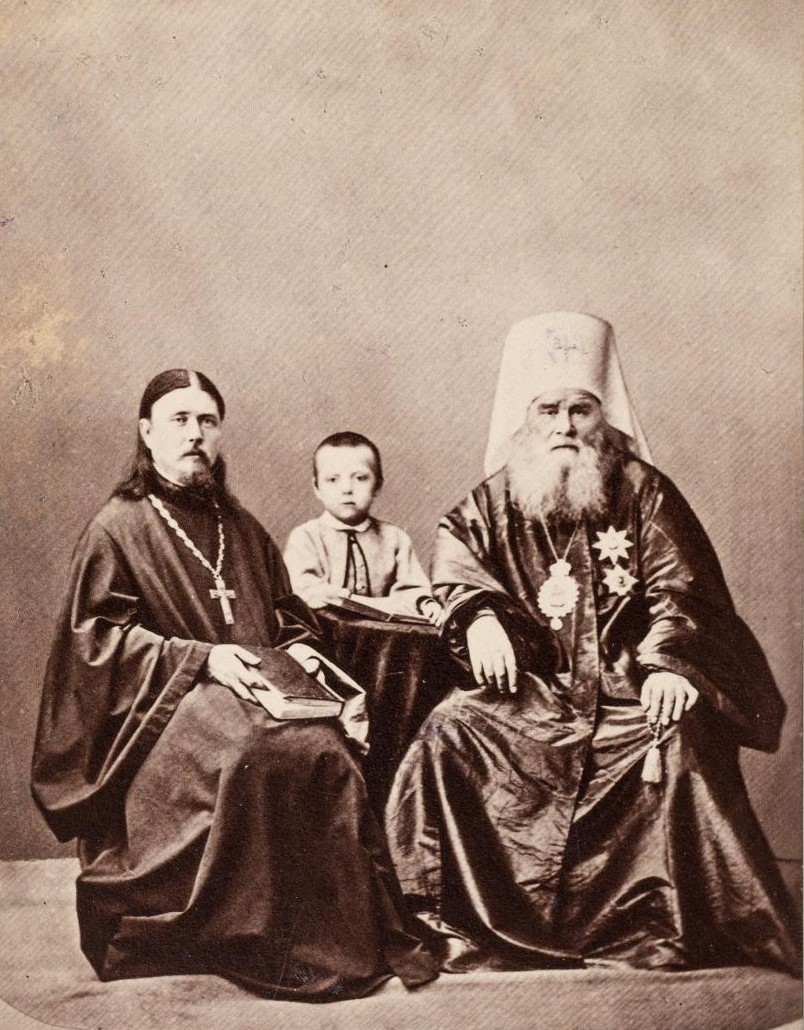
Митрополит Московский и Коломенский Иннокентий с сыном Гавриилом и внуком Евсеем. 1868 г.

В 1843, 1840 и 1850 годах совершил поездки по епархии, которая охватывала огромные территории: часть Якутии, охотское побережье, Камчатку, Чукотку, Аляску, Курильские, Командорские, Алеутские острова.
21 апреля 1850 года возведён в сан архиепископа.
В 1858 году вместе с Николаем Муравьёвым отправился по Амуру для переговоров с китайскими послами о границе между государствами, в результате которых в мае в городе Айгуне был заключён новый мирный договор с Китаем, по которому весь Амурский край перешёл к Российской империи.
В том же году приехав в станицу Усть-Зейскую, перенёс сюда епископскую кафедру. Позже Усть-Зейскую по инициативе святителя переименовали в станицу Благовещенскую, а затем — царским указом — в город Благовещенск, который стал центром Камчатской епархии. По проекту Иннокентия и при его непосредственном участии в городе был заложен кафедральный собор (освящён в 1864 году) в честь Благовещения Пресвятой Богородицы, был также возведён архиерейский дом — комплекс из шести деревянных зданий. До 1864 года кафедральным собором служила Свято-Никольская церковь, построенная казаками в 1857 году. Летом 1862 года святитель прибыл в Благовещенск на постоянное жительство.
В 1867 году был вызван в Санкт-Петербург для присутствия в Святейшем синоде.
5 января 1868 года был назначен митрополитом Московским на место почившего митрополита Филарета.
Скончался 31 марта 1879 года, был погребён в Троице-Сергиевой лавре, рядом с могилой святителя Филарета (Дроздова) в церкви Филарета Милостивого в Патриарших покоях.
Одним из первых высказал необходимость строительства на Дальнем Востоке православного монастыря, из-за чего был построен Свято-Троицкий Николаевский монастырь.

## Память

Памятник святителю Иннокентию в Благовещенске

### Церковное почитание
6 октября 1977 года решением Священного синода причислен к лику святых Русской православной церкви. Канонизация стала возможна в рамках международной деятельности Церкви в ответ на ходатайство Священного синода Православной церкви в Америке.
Мощи святителя обрёл и идентифицировал 12-13 октября 1994 года археолог С. А. Беляев. Первоначально они были помещены в Духовской церкви Троице-Сергиевой лавры, впоследствии, после освидетельствования, положены в раку в Успенском соборе лавры
База данных сайта «Храмы России» (по состоянию на 13 декабря 2016 года) включала в себя информацию о 12 храмах в различных городах России, главный престол которых посвящён святителю Иннокентию; о 2 храмах, в которых ему посвящён один из дополнительных престолов; о 2 часовнях. В частности, храмы во имя святителя Иннокентия, митрополита Московского, имеются в Москве, Хабаровске и Южно-Сахалинске.
В Якутске в 1997 году на территории Якутского государственного музея (бывшая территория Спасского мужского монастыря) построена часовня в память двухсотлетия со дня рождения святителя Иннокентия.

### Памятники
Памятники святителю Иннокентию установлены в Якутске, Магадане и Иркутске.
В Благовещенске в 2009 году установлен совместный памятник Николаю Муравьёву-Амурскому и святителю Иннокентию как основателям города. Первый же в городе памятник святителю Иннокентию — бронзовый бюст на гранитном постаменте, был установлен в 1998 году в переулке, носящем ныне его имя.

### Иное
- В селе Анга (Ангинское) Качугского района Иркутской области сохранился бревенчатый дом, в котором жил в детские годы святитель Иннокентий, сейчас в доме располагается музей святителя[8].
- Теплоход «Сибирский» Ленского объединённого речного пароходства переименован и носит имя «Святитель Иннокентий»[9].
- В честь святителя назван самый высокий вулкан полуострова Аляски[10].
- 10 декабря 1997 года в городе Южно-Сахалинске участок аллеи между улицей Комсомольской и центральной аллеей южного входа в городской парк получил наименование «Бульвар Святителя Иннокентия» в связи с празднованием 300-летия открытия Курильских островов русскими моряками[11].
- В 2011 году учреждена медаль «За заслуги перед городом Благовещенском» — вторая по значимости муниципальная награда после звания почетного гражданина города. В центре медали — рельефное изображение графа Муравьева-Амурского и святителя Иннокентия[7]
- 22 апреля 1991 года Государственный банк СССР выпустил 150 рублёвую платиновую памятную монету посвящённую «250 лет открытия Русской Америки: Иоанн Вениаминов — миссионер и просветитель, XIX в.».

## Труды
На русском языке:
- Указание Пути в Царствие Небесное
- Состояние православной церкви в Российской Америке СПб., 1840.
- Записки об островах Уналашкинского отдела. СПб., 1840. Состоит из трёх частей:

1. Часть I, географическая
2. Часть II, этнографическая. Замечания об алеутах. М.: ЛИБРОКОМ, 2011. — 336 с.
3. Часть III, Записки об атхинских алеутах и колошах (колюжах, тлинкитах). М.: УРСС, 2011. — 160 с.

- Замечания о колошенском и кадьякском языках и отчасти о прочих российско-американских, с присовокуплением российско-колошенского словаря, содержащего более 1000 слов, из коих на некоторые сделаны пояснения. СПб., 1846.
- Опыт грамматики алеутско-лисьевского языка. СПб., 1846
- Автобиографическая записка. М., 1886
- Речь Архимандрита Иннокентия, по наречении его Епископом Камчатским, Курильским и Алеутским, сказанная 1840 года, Декабря 13 дня. Христианское чтение. СПб., 1841
- Письма (1823—1878 гг.) собраны И. Барсуковым, 3 т. СПб, 1897, 1901. Том1. Том 2. Том 3.
- Творения, три книги, собраны И.Барсуковым. М., 1886—1888. Том 1. Том 2. Том 3.
- Слово при вступлении в управление московской паствою Высокопреосвященного Иннокентия Митрополита Московского, говоренное в большом Успенском соборе, 26-го мая, 1868 года. Православное обозрение. М., 1868, том 26.
- Указание пути в Царствие небесное. М., 1871, см. также Изв. Казан. еп., 1882, № 7, стр. 151; 1886, № 7, стр. 180; 1893, стр. 18.
- Поучения постникам или говельщикам. М., 1888.
- Наставление высокопреосвященного Иннокентия, бывшего архиепископа Камчатского, Курильского и Алеутского, Нушагакскому миссионеру иеромонаху Феофилу. Церковные ведомости. СПб., 1900
- Русская Церковь и дружба между народами (Ж. М. П., 1959, № 11, стр. 50).
- Журналы священника Иоанна Вениаминова. Составитель О. Д. Якимов. Якутск. 2005.

На алеутском языке:
- Указание Пути в Царствие Небесное Синодальная Типография. Москва, 1840, 1899
- Святое Евангелие от Матфея Синодальная Типография. СПб., 1840, 1896
- Начатки Христианскаго Учения Синодальная Типография. СПб., 1840, 1893
- Две Притчи с Аткинского острова рукопись, о. Атха, 1842

На тлингитском языке:
- Замечания о Колошенском и Кадьякском языках в Типографии Императорской Академий Наук. СПб., 1846
- Указание Пути в Царствие Небесное — первая часть Амер. Прав. Вестника. Ситха, 1901

Собрание сочинений:
- Святитель Иннокентий Московский просветитель Америки и Сибири. Собрание сочинений и писем в 7 томах. Т. 1-2: Т. 1. Апостол Америки (1824—1840), Т. 2. Записки об островах Уналашкинского отдела (1840). — М.: Изд-во Московской Патриархии, 2012. — 848 с.
- Святитель Иннокентий Московский просветитель Америки и Сибири. Собрание сочинений и писем в 7 томах. Т. 3. Жребий апостольский. — М.: Изд-во Московской Патриархии, 2012. — 632 с.
- Святитель Иннокентий Московский просветитель Америки и Сибири. Собрание сочинений и писем в 7 томах. Т. 4. Апостол Дальнего Востока и Севера (1852—1860). — М.: Изд-во Московской Патриархии, 2013. — 656 с.
- Святитель Иннокентий Московский просветитель Америки и Сибири. Собрание сочинений и писем в 7 томах. Т. 5. Административные документы и письма (1861—1868). — М.: Изд-во Московской Патриархии, 2013. — 544 с.
- Святитель Иннокентий Московский просветитель Америки и Сибири. Собрание сочинений и писем в 7 томах. Т. 6. Московский митрополит (1868—1879). — М.: Изд-во Московской Патриархии, 2014. — 512 с.
- Святитель Иннокентий Московский просветитель Америки и Сибири. Собрание сочинений и писем в 7 томах. Т. 7. Архив Аляскинской епархии (1824—1865). Путевые журналы (1823—1867). История репрессий и реабилитации членов семьи Вениаминовых (1930—1989). — М.: Изд-во Московской Патриархии, 2015. — 848 с.